# Mühlreiter-jelek

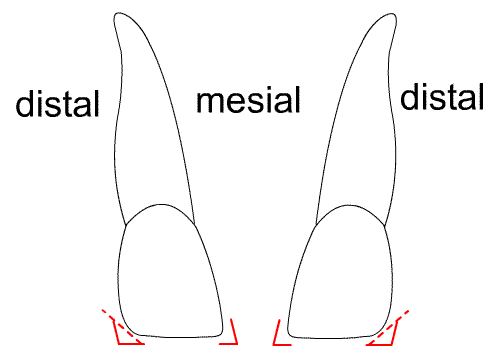
Szögletjel

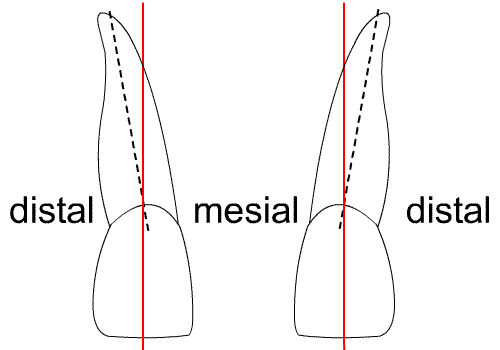
Gyökérjel

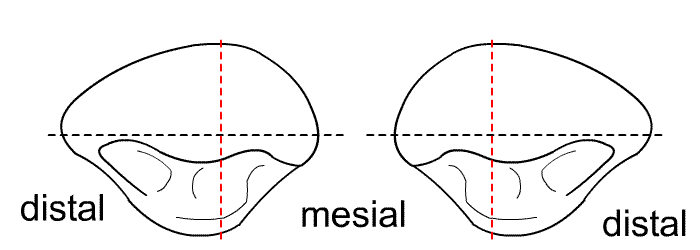
Görbületi jel

A Mühlreiter-jelek segítségével meg lehet állapítani, hogy a fog a jobb vagy a bal fogívfélből való. Gyakori felhasználási területe a törvényszéki orvostan. A Mühlreiter-jelek a következők: szögletjel, gyökérjel és görbületi jel.
A szögletjel a metszőfogaknál érvényesül: a metszők incizális élei meziálisan egy élesebb szögben találkoznak az approximális felszínnel, mint a disztálisan. Ezenkívül a disztális sarok jobban lekerekített. A szögletjelet fogpótlások készítésénél feltétlenül figyelembe kell venni.
A gyökérjel a gyökér lefutását jelöli a fog tengelyéhez képest. Így a fogak gyökerei disztális irányban hajolnak. Gyakran ehhez még hozzá adódik a gyökércsúcsok disztális irányba való hajlása.
A görbületi jel a fogak vesztibuláris felszínén érvényesül: a felszín görbülete meziálisan kifejezettebb, mint disztálisan. Így a fog oro-vesztibuláris átmérője nem a fog közepére esik, hanem kissé meziálisan. Ez jól megfigyelhető a frontfogakon és kisőrlőkön.
Ezeken kivül még ismeretes a korona dőlésének a jele. Ez a fogak felső illetve alsó fogívből való származásának a megállapítására ad lehetőséget. A gyökér és a fogkorona tengelye által bezárt szöget jelöli. Így, approximális irányból nézve, az alsó fogak koronái lingvális míg a felső fogak bukkális irányba dőlnek.